# 심토

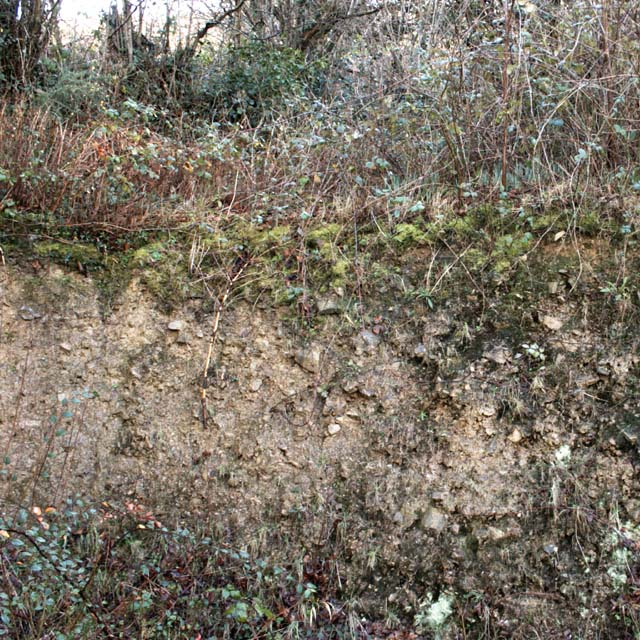
심토층

심토(深土, subsoil), 또는 속흙은 표토 아래에 깔린 토양층이다. 표토와 마찬가지로 모래, 실트, 점토가 뒤섞여 있지만, 표토에는 존재하는 유기물질과 부식토가 결여되어 있다. 표토와 기저층(substratum) 사이에 위치하며, 시커먼 색을 띠는 부식토가 없기 때문에 심토는 표토보다 밝은 색을 띤다.

## 같이 보기
- 흙
- 토양층위